# Lokalbahn Böhmisch Leipa–Niemes
| |                      |                                           |                                           |
| Spurweite: | 1435 mm (Normalspur) |                                           |                                           |
| |                      |                                           |                                           |
| \| \| \| von Bakow \| \| \| \| Böhmisch Leipa (heute Česká Lípa) \| \| \| \| nach Bodenbach und nach Ebersbach \| \| \| \| Alt-Leipa \| \| \| \| Dobern (heute Dobranov) \| \| \| \| Wolfsthal-Leskenthal \| \| \| \| Reichstadt (heute Zákupy) \| \| \| \| Abzweig zur Zuckerfabrik in Neureichstadt \| \| \| \| Götzdorf (heute Božíkov) \| \| \| \| Niemes (heute Mimoň staré n.) \| |                      |                                           |                                           |
| Strecke |                      | von Bakow                                 | von Bakow                                 |
| Bahnhof |                      | Böhmisch Leipa (heute Česká Lípa)         | Böhmisch Leipa (heute Česká Lípa)         |
| Abzweig geradeaus und nach links |                      | nach Bodenbach und nach Ebersbach         | nach Bodenbach und nach Ebersbach         |
| Bahnhof |                      | Alt-Leipa                                 | Alt-Leipa                                 |
| Haltepunkt / Haltestelle |                      | Dobern (heute Dobranov)                   | Dobern (heute Dobranov)                   |
| Haltepunkt / Haltestelle |                      | Wolfsthal-Leskenthal                      | Wolfsthal-Leskenthal                      |
| Bahnhof |                      | Reichstadt (heute Zákupy)                 | Reichstadt (heute Zákupy)                 |
| Abzweig geradeaus und nach links |                      | Abzweig zur Zuckerfabrik in Neureichstadt | Abzweig zur Zuckerfabrik in Neureichstadt |
| Haltepunkt / Haltestelle |                      | Götzdorf (heute Božíkov)                  | Götzdorf (heute Božíkov)                  |
| Kopfbahnhof Streckenende |                      | Niemes (heute Mimoň staré n.)             | Niemes (heute Mimoň staré n.)             |

Die Lokalbahn Böhmisch Leipa–Niemes war eine Eisenbahnverbindung im heutigen Tschechien, die ursprünglich als staatlich garantierte Lokalbahn durch die Österreichische Lokaleisenbahngesellschaft (ÖLEG) erbaut wurde. Sie verband Böhmisch Leipa (heute: Česká Lípa) mit Niemes (heute: Mimoň) in Nordböhmen. Die Strecke wurde 1898 an die ATE verkauft und bis 1900 in die Nordböhmische Transversalbahn einbezogen.

## Geschichte
→Siehe auch: Nordböhmische Transversalbahn
Am 14. März 1883 erhielt die Österreichische Lokaleisenbahngesellschaft „das Recht zum Baue und Betriebe einer als normalspurige Localbahn auszuführenden Locomotiveisenbahn von der Station Böhmisch Leipa der priv. Böhmischen Nordbahn über Alt-Leipa und Reichstadt nach Niemes mit einer Abzweigung von Reichstadt zur Zuckerfabrik in Neureichstadt“ erteilt.
Eröffnet wurde die Strecke am 1. November 1883. Den Betrieb führte die ÖLEG zunächst selbst aus, ab 1886 dann die k.k. Staatsbahnen (kkStB). Mit der Verstaatlichung der ÖLEG ging die Strecke am 1. Januar 1894 schließlich zur Gänze in das Eigentum des österreichischen Staates über.
Am 13. Juni 1896 erhielt die Aussig-Teplitzer Eisenbahn (ATE) die Konzession für die Nordböhmische Transversalbahn von Teplitz nach Reichenberg. Gesetzlich festgeschrieben war dabei auch die Mitbenutzung eines Teils der Lokalbahn Böhmisch Leipa–Niemes. Der Verkauf der Lokalbahn Böhmisch Leipa–Niemes an die ATE wurde schließlich am 21. Dezember 1898 gesetzlich genehmigt, als Kaufsumme waren 1.300.000 fl. ö. W. vereinbart. Am 29. Dezember 1898 trat der Kaufvertrag in Kraft und die Lokalbahn Böhmisch Leipa–Niemes gehörte nun zum Netz der Aussig-Teplitzer Eisenbahn.
| \| \| \| von Česká Lípa \| \| \| \| 0,0 \| odb. Mimoň St.1 \| odb. Mimoň St.1 \| \| \| \| nach Liberec \| \| \| \| \| Anst vojenske letiště Hradčany \| \| \| \| \| Anst Sägewerk \| \| \| \| 3,4 \| Mimoň staré n. früher Niemes \| Mimoň staré n. früher Niemes \| \| \| \| Anschlussgleise \| \| |     |                                |                                |
| Strecke |     | von Česká Lípa                 | von Česká Lípa                 |
| Blockstelle | 0,0 | odb. Mimoň St.1                | odb. Mimoň St.1                |
| Abzweig geradeaus und nach links |     | nach Liberec                   | nach Liberec                   |
| Abzweig geradeaus und ehemals von rechts |     | Anst vojenske letiště Hradčany | Anst vojenske letiště Hradčany |
| Abzweig geradeaus und von rechts |     | Anst Sägewerk                  | Anst Sägewerk                  |
| Dienststation / Betriebs- oder Güterbahnhof | 3,4 | Mimoň staré n. früher Niemes   | Mimoň staré n. früher Niemes   |
| Strecke |     | Anschlussgleise                | Anschlussgleise                |

Bis zur Fertigstellung der Nordböhmischen Transversalbahn dauerte es indes noch bis zum Jahr 1900. Niemes erhielt einen neuen repräsentativen Bahnhof nordwestlich des Ortes, um die Weiterführung der Strecke in Richtung Reichenberg zu ermöglichen. Auch in Böhmisch Leipa wurde der alte Lokalbahnhof zugunsten eines Neubaues aufgelassen. Am 5. August 1900 ging die Verbindung Böhmisch Leipa–Niemes, am 11. September 1900 die gesamte Strecke bis Reichenberg in Betrieb.

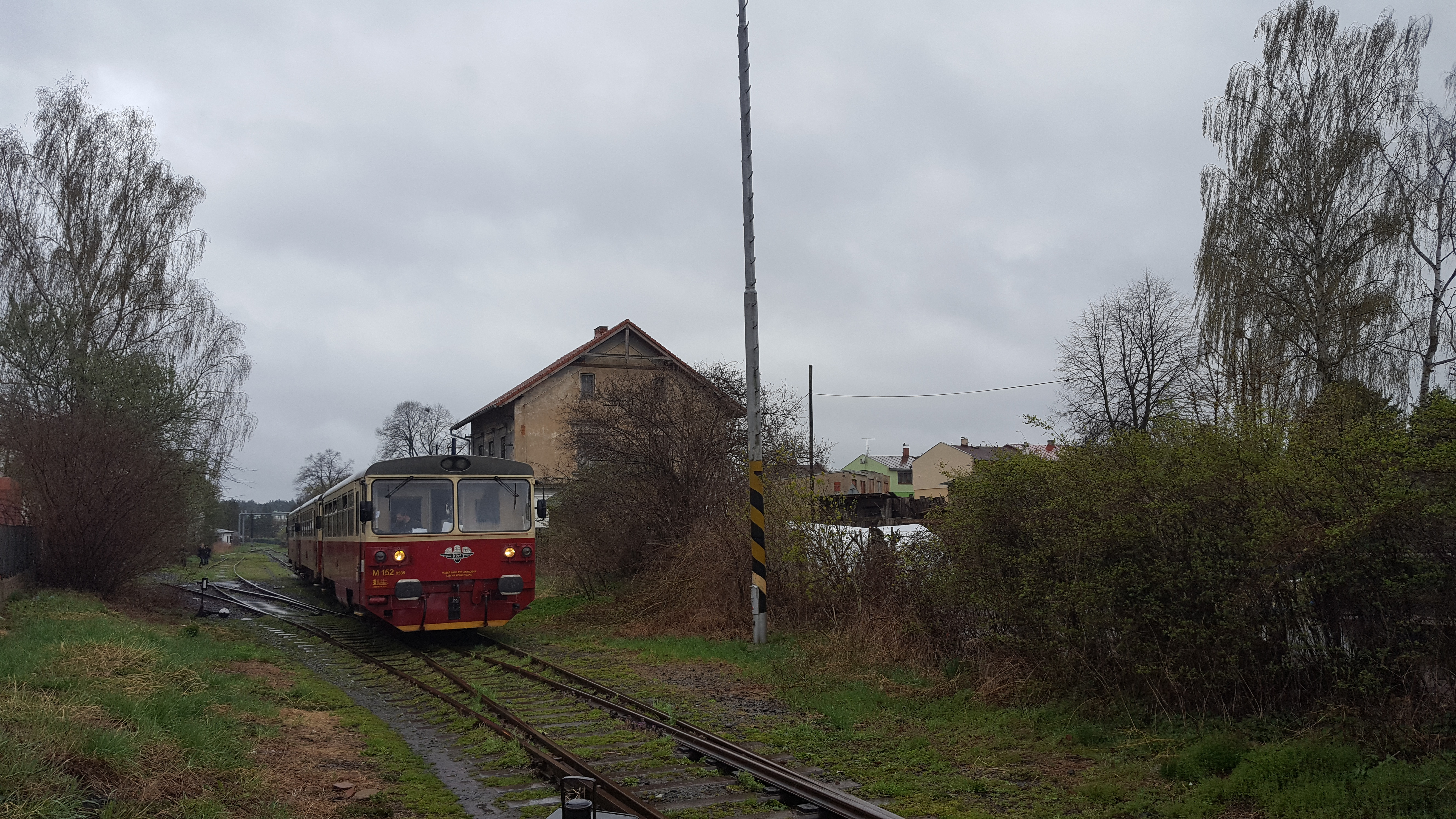
Mimoň staré n. mit einem Sonderzug (2017)

Die alte Lokalbahnstrecke in Niemes blieb zunächst weiter für den Personen- und Güterverkehr erhalten. Infolge der Verstaatlichung der ATE ging die Strecke 1923 an die Tschechoslowakischen Staatsbahnen (ČSD) über. Diese gab den Personenverkehr schließlich zum 1. Januar 1932 auf.
Eine besondere Bedeutung im Güterverkehr erhielt die Strecke ab März 1945, als bei Niemes durch die deutsche Wehrmacht ein Militärflugplatz errichtet wurde. Nach dem Zweiten Weltkrieg wurde dieser ein Teil des neu eingerichteten Truppenübungsplatzes Ralsko. Die Bedienung des Militäranschlusses endete erst 1992, als die dort seit 1968 stationierten Truppen der Sowjetarmee das Areal verließen.
Auch heute wird die Strecke noch für den Güterverkehr betrieben. Ein Sägewerk am Streckenendpunkt erhält weiterhin bedarfsweise Wagenladungen zugestellt.